# 콩고숲쥐
콩고숲쥐 또는 링크쥐(Deomys ferrugineus)는 쥐과에 속하는 설치류이다. 콩고숲쥐속(Deomys)의 유일종이다. 중앙아프리카의 토착종이다. 몸길이는 12~14.cm이고, 꼬리는 15~21cm로 길다. 긴 다리와 뾰족하고 좁은 머리, 아주 큰 귀를 갖고 있다. 아주 길고 두 가지 색을 띠는 꼬리를 갖고 있다. 등과 앞 머리는 짙은 오렌지색과 갈색을 띠고 하체는 희다. 엉덩이 털은 뻣뻣하다. 야행성 또는 박명박모성 동물이다. 카메룬과 백나일강 사이의 계절성 홍수림 삼림 지대를 좋아한다.